# Ottiliakirche (Hofen)

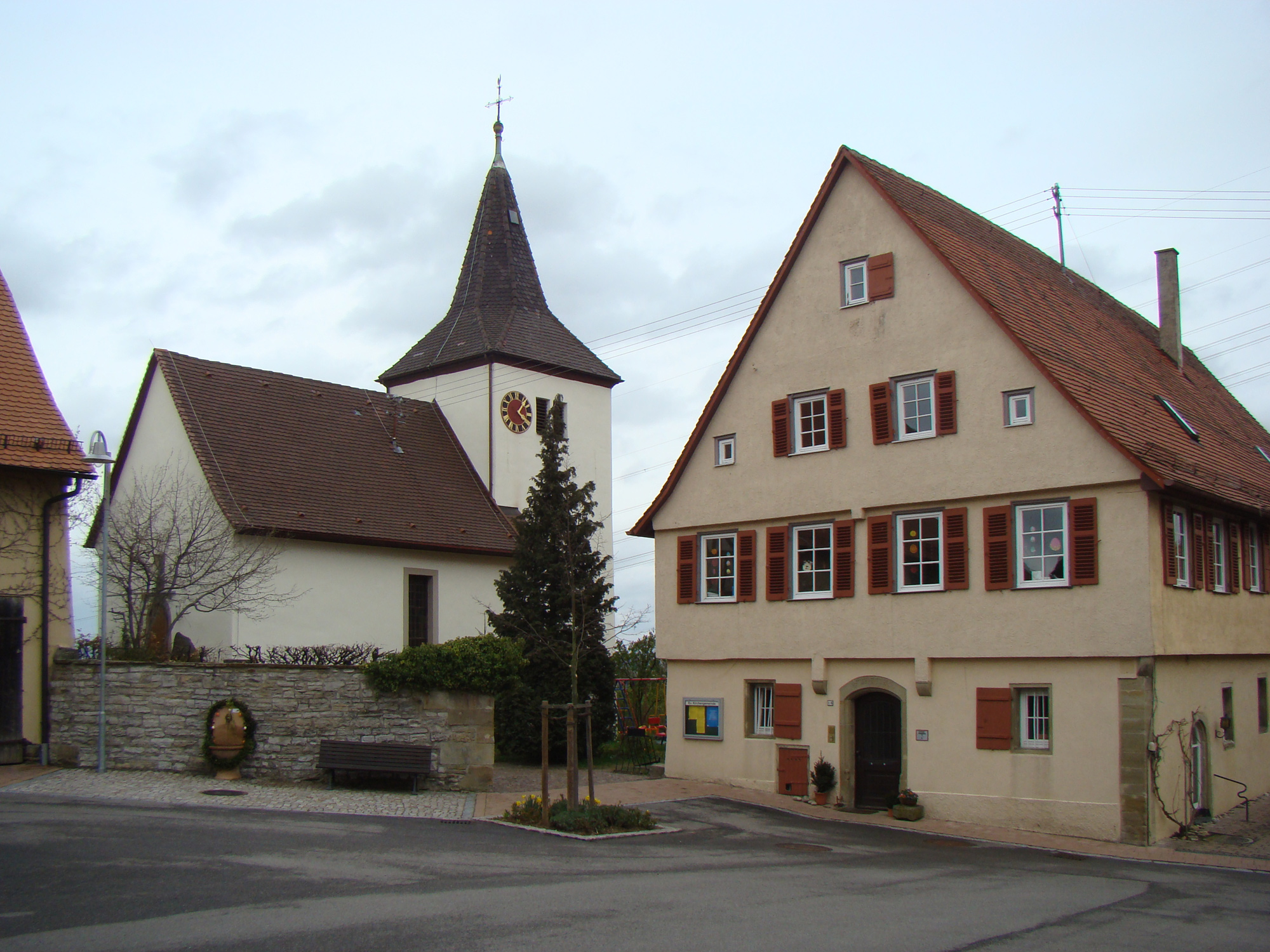
Die Ottiliakirche und das Pfarrhaus in Hofen

Die Ottiliakirche in Hofen, einem Stadtteil von Bönnigheim im Landkreis Ludwigsburg in Baden-Württemberg, ist seit dem Mittelalter belegt.

## Geschichte
Über die Ursprünge der Kirche in Hofen gibt es keine urkundlichen Nachrichten. Der Chorturm mit Tonnengewölbe und die Sakristei mit Kreuzgewölbe und gotischem Fenster stammen gemäß baulicher Befunde aus dem späten 13. Jahrhundert. Die Kirche erscheint 1379 erstmals in Urkunden, als Johannes von Urbach Kirchenherr in Hofen war. Im 15. Jahrhundert gehörten die Kirche und das Patronatsrecht dem Kloster Lauffen, ab 1522 dem Kloster Denkendorf. Im Zuge der Reformation fielen die kirchlichen Rechte in Hofen an Württemberg, das von 1575 bis 1584 auch den Rest des Ortes erwarb.
Das Langhaus ist wohl noch vor der Zeit der Reformation im Wesentlichen in seiner heutigen Gestalt entstanden. 1620 wurden zwei Emporen eingebaut. 1760 wurde das Langhaus um über einen Meter erhöht, 1773 der schon seit längerem baufällige Turm repariert. Für das Langhaus gab es durch die Jahrhunderte mehrfach Erweiterungspläne, die jedoch stets an mangelnden Finanzen scheiterten. 1959/60 wurde die Kirche umfassend renoviert, dabei wurden im Chor auch Fresken aus dem frühen 14. Jahrhundert freigelegt. 1965 erhielt der Chor ein neues Bleiglasfenster von Adolf Saile.

## Ausstattung

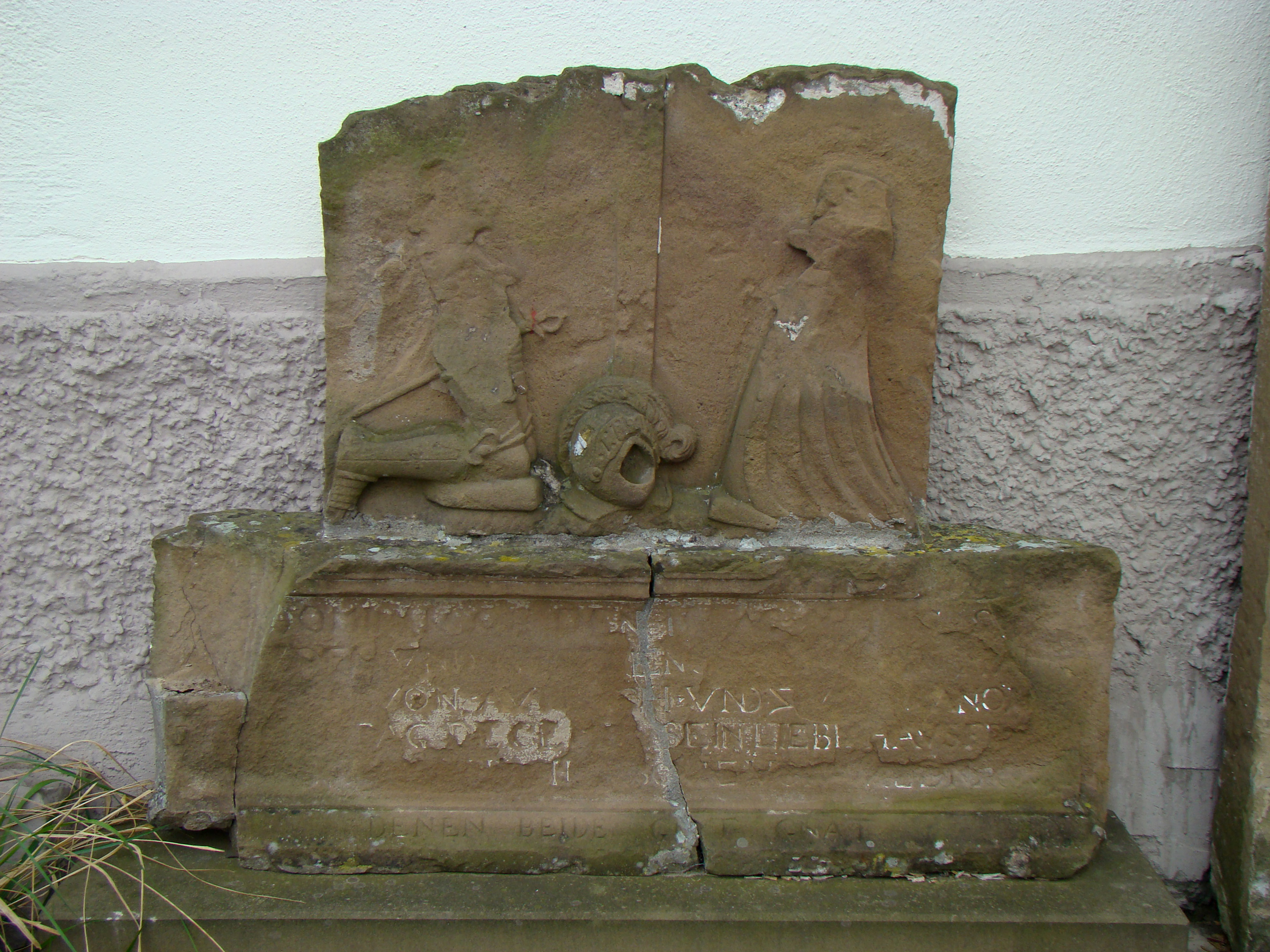
Grabmal für Hans und Elisabeth von Urbach, 1608

### Fresken
Die Fresken im Chor werden von einer großformatigen Darstellung des Jüngsten Gerichts bestimmt. An der Ostwand sind außerdem Szenen aus dem Leben der Heiligen Ottilia dargestellt.

### Orgel
Die erste Orgel der Kirche wurde 1718 beschafft, jedoch schon 1818 durch ein neues Instrument ersetzt, das sich heute in Mundelsheim in der Kilianskirche befindet. Die heutige Orgel wurde 1979 bei Plum in Marbach gebaut.

### Glocken
Die Kirche in Hofen besitzt drei Glocken. Die älteste und kleinste Glocke, die Taufglocke, stammt aus dem Jahr 1654. Eine einstmals vorhandene Glocke von 1747, gegossen bei Reichle in Stuttgart, musste 1917 zu Rüstungszwecken abgeliefert werden. Für sie kam 1921 eine in der Glockengießerei Bachert in Kochendorf (Bad Friedrichshall) gegossene neue Glocke, die jedoch schon 1942 ebenfalls abgeliefert werden musste. Das Geläut wurde 1951 durch die bei Kurtz in Stuttgart gegossene Kreuz- und Schiedglocke wieder vervollständigt und 1981 noch um die größere Betglocke von Bachert ergänzt.

### Grabmale
An der Nordwand der Kirche sind mehrere alte Grabmale aufgestellt, die sich einst in der Kirche befunden haben, darunter das von Adam und Barbara Bessler (1562/1585), das nur noch fragmentarisch erhaltene Epitaph für Hans und Elisabeth von Urbach (1608), das die Verstorbenen kniend vor dem Gekreuzigten zeigt, und das Grabmal des langjährigen Pfarrers Harter, der 1753 starb. Das ebenfalls an der Nordwand vermauerte Steinkreuz könnte vom First der alten Kirche stammen.